# Penaherreraus centrolineatus
Penaherreraus centrolineatus är en skalbaggsart som först beskrevs av Bates 1862.  Penaherreraus centrolineatus ingår i släktet Penaherreraus och familjen långhorningar.
Artens utbredningsområde är:
- Surinam.
- Venezuela.

Inga underarter finns listade i Catalogue of Life.